# Anoplodactylus bruuni
Anoplodactylus bruuni is een zeespin uit de familie Phoxichilidiidae. De soort behoort tot het geslacht Anoplodactylus. Anoplodactylus bruuni werd in 1992 voor het eerst wetenschappelijk beschreven door Child. 